# Завод за унапређивање образовања и васпитања
Завод за унапређивање образовања и васпитања представља државну институцију основану са циљем обављања развојних, саветодавних, истраживачких и других стручних послова у предшколском, основном и средњем образовању и васпитању, ради праћења, обезбеђивања и унапређивања квалитета и развоја система образовања и васпитања у Републици Србији. Одлука Владе Републике Србије о оснивању Завода објављена је 25. јуна 2004. године у Службеном гласнику број 73/04. Седиште завода се налази у Фабрисовој улици број 10 у Београду.

## О Заводу
Законом о основама система образовања и васпитања прописано је да Република Србија оснива Завод за унапређивање образовања и васпитања ради праћења, обезбеђивања и унапређивања квалитета и развоја система образовања и васпитања, за обављање развојних, саветодавних, истраживачких и других стручних послова у предшколском, основном и средњем образовању и васпитању. Одлука Владе о оснивању Завода објављена је у Службеном гласнику Републике Србије број 73/04 од 25. јуна 2004.
Завод обавља стручне послове из области образовања и васпитања и учествује у припреми прописа из надлежности Министарства просвете, Националног просветног савета и Савета за стручно образовање и образовање одраслих, као и друге послове у складу са законом, одлуком о оснивању и Статутом Завода.
Завод за унапређивање образовања и васпитања је добитник Светосавске награде за допринос унапређивању квалитета образовно-васпитне праксе и научних достигнућа у области образовања и васпитања.
Структуру Завода чине следеће организационе јединице:
- Центар за развој програма и уџбеника
- Центар за професионални развој запослених у образовању
- Центар за стручно образовање и образовање одраслих.[4]

### Центар за развој програма и уџбеника
обавља стручне послове који се односе на припремање: програма образовања и васпитања по нивоима и врстама (предшколско, основно и опште средње образовање), програма предшколског и основног образовања у иностранству, стандарда квалитета уџбеника и наставних средстава, као и давање стручне оцене уџбеника и наставних средстава.

### Центар за професионални развој запослених у образовању
обавља стручне послове који обухватају: припремање стандарда компетенција за професију наставник и васпитач; унапређивање и развој система сталног стручног усавршавања и професионални развој запослених у образовању; припремање програма за увођење у посао приправника и програма за полагање испита за дозволу зa рад наставника, васпитача, стручних сарадника и директора и пружање стручно-педагошке помоћи запосленима у образовању.

### Центар за стручно образовање и образовање одраслих
остварује послове који се односе на: развој, праћење и осигурање квалитета средњег стручног образовања и образовања одраслих; стручно усавршавање након завршеног средњег образовања, стручно оспособљавање и обуку, припремање стручне матуре, завршних, специјалистичких и мајсторских испита, припремање програма стручног оспособљавања и обуке, као и давање стручне оцене уџбеника и наставних средстава за средње стручне школе и образовање одраслих.

## Национални образовни портал
У склопу Националног образовног портала, Завод за унапређивање образовања и васпитања реализује бројне пројекте:

### ЗУОВ Еду
Платформу ЗУОВ Еду успоставио је Завод за унапређивање образовања и васпитања у циљу пружања подршке извођењу обука од јавног интереса које одобрава министар просвете, науке и технолошког развоја Републике Србије. Платформа је намењена васпитачима, наставницима, стручним сарадницима и директорима образовних установа. Адреса платформе: https://obuke.zuov.gov.rs/

### Конкурс Сазнали на семинару - применили у пракси
Завод за унапређивање образовања и васпитања ради развијања и промовисања културе примене знања и вештина стечених на семинарима одобрених програма сталног стручног усавршавања, организује конкурс за запослене у предшколским установама, основним/средњим школама и домовима ученика.
На овај Завод подржава наставнике, васпитаче и стручне сараднике у размени идеја и искустава стечених на семинарима, која су највише допринела унапређивању њихове праксе.
Конкурс се односи на приказ примене знања и вештина стечених током програма обуке одобрених од стране Завода за унапређивање образовања и васпитања у последњих пет година.
Најбољи радови наставника и стручних сарадника поставља се у јавну базу радова - https://zuov.gov.rs/saznali-na-seminaru-i-primenili-u-praksi/

### Неговање културе српског народа и развијање националног идентитета
Платформа намењена наставницима који који програме наставе и учења предмета важних за неговање културе српског народа и развијање националног идентитета: Српски језик / Српски језик и књижевност, Свет око нас / Природа и друштво, Историја, Географија, Ликовна култура и Музичка култура.
На платформи се, поред приручника, налазе видео материјали за наставу, ресурси подељени у категорије: педагошки времеплов, знамените личности, Забавник у ЗУОВ-у, наставне лекције... Сви ресурси су јавни и доступни на: https://zuov.gov.rs/nacionalni/

### Грађанско васпитање
Материјали и ресурси на овој платформи превасходно су намењени наставницима Грађанског васпитања у средњој школи и то као вид помоћи при реализацији програма за трећи и четврти разред гимназије. Међутим, по свом садржају, ресурси и материјали могу бити интересантна и од користи свим наставницима Грађанског васпитања, Историје, Социологије, као и изборног програма у гимназији Појединац, групе и друштво.
Ресурси за наставу су доступни на: https://zuov.gov.rs/gradjansko/

### Одговоран однос према здрављу
Нужност да се здравствена писменост развија кроз све предмете намеће се као императив, нарочито када имамо ограничено деловање, као што је то случај за време епидемије. Програм се односи на оснаживање запослених у ОВ установама за  примену концепта којима се подстиче развијање одговорног односа према здрављу, очувању здравља и безбедности ученика, као и за примену принципа родне равноправности и пружа им активну подршку у планирању и остваривању наставних и ваннаставних активности везаних за ову област.
https://zuov.gov.rs/zdravlje/